# 土星横断小惑星
土星横断小惑星(どせいおうだんしょうわくせい、英語: Saturn-crossing minor planets)は、その軌道が近日点で土星の軌道より内側、遠日点で外側となって交差する小惑星である。内接する小惑星はイダルゴのみであり、軌道が共通のものや外接の小惑星は存在していない。全てではないが多くの小惑星がケンタウルス族である。

## 一覧
2005年には下記のような小惑星が土星横断小惑星として知られている。

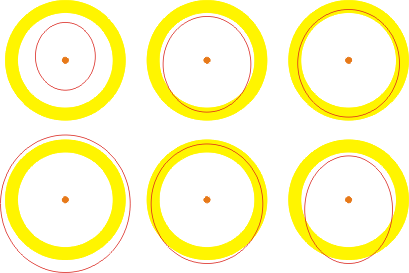
内接(Inner-grazer): 中央上;
外接(Outer-grazer): 中央下;
近傍(Crosser): 右下;
共通軌道(Co-orbital): 右上

- 944 イダルゴ
- 2060 キロン
- 5145 フォルス
- 5335 ダモクレス
- 8405 アスボルス
- (15504) 1999 RG33
- 20461 ディオレッツァ
- en:31824 Elatus
- en:32532 Thereus
- (37117) 2000 VU2
- en:52872 Okyrhoe
- 60558 エケクルス
- (63252) 2001 BL41
- (65407) 2002 RP120